# Мироненко, Валерий Иванович
Вале́рий Ива́нович Мироне́нко (25 июля 1945 — 5 февраля 2013) — советский и российский актёр оперетты, тенор, заслуженный артист Российской Федерации.

## Биография
Валерий Мироненко родился 25 июля 1945 года. В 1964 году закончил Саратовское государственное профессионально-педагогическое училище, а в 1970 году — музыкальное училище при Саратовской государственной консерватории им. Л. В. Собинова. В 1996 году окончил Московский государственный университет культуры и искусств.
Был солистом Свердловского, Карагандинского и Новосибирского театров музыкальной комедии, Московского театра оперетты и Оренбургского театра музыкальной комедии.
В 1977—1999 годы был солистом Саратовского областного театра оперетты, а в 1999—2009 годы был директором театра, продолжая выступать на сцене театра как актёр, за что его называли «поющим директором», после 2009 года продолжал выступать на сцене театра как актёр.
За почти 40 лет работы в оперетте сыграл более 100 партий классического и современного репертуара.
Умер 5 февраля 2013 года в Саратове.

## Награды и признание
- Заслуженный артист  Северо-Осетинской АССР (1985).
- Заслуженный артист Российской Федерации (1995).
- Медаль ордена «За заслуги перед Отечеством» II степени (2006).